# Otakar Hostinský
Otakar Hostinský (2. ledna 1847 Martiněves – 19. ledna 1910 Praha) byl český estetik, teoretik hudby a divadla a profesor pražské univerzity, který se řadil k českému realistickému hnutí.

## Život
Narodil se v rodině Václava Hostinského (1804–1885), správce hospodářství a cukrovaru hraběnky Vilemíny Kinské v Martiněvsi na statku čp. 1, a jeho manželky Františky, rozené Maux. Rodina se později přestěhovala do Prahy. Otakar navštěvoval do roku 1855 školu v Heřmanově Městci, dále u piaristů a po maturitě na piaristickém gymnáziu na Novém Městě v Praze od roku 1865 studoval na Karlo-Ferdinandově univerzitě v Praze práva, po roce přestoupil na filozofickou fakultu a studia dovršil ročním pobytem na univerzitě v Mnichově. Roku 1869 obhájil doktorát filosofie a přispíval jako kritik do různých časopisů. Byl vychovatelem ve šlechtických rodinách, od roku 1877 přednášel estetiku a dějiny umění na pražské Akademii výtvarných umění, na Uměleckoprůmyslové škole a na pražské konzervatoři. Roku 1877 se na Karlo-Ferdinandově univerzitě habilitoval pro obor dějiny a estetika hudby spisem Die Lehre von den musikalischen Klängen (Nauka o hudebních zvucích). Roku 1883 byl na její filozofické fakultě jmenován mimořádným a roku 1892 řádným profesorem estetiky. Jeho zásluhy ve vědních oborech estetika a hudební věda byly oceněny volbou do Královské české společnosti nauk (mimořádný člen 6. června 1883, řádný od 7. ledna 1903), řádným členem České akademie věd a umění se stal 7. prosince 1902 (mimořádným od 2. prosince 1893)..

## Rodina
24. listopadu roku 1883 se v Praze oženil se Zdenkou Quisovou (* 1863). Z jejich čtyř synů se proslavil nejstarší Bohuslav jako matematik a fyzik. Mladší Karel a Viktor zemřeli v dětském věku, nejmladší byl Jiří Otakar (* 1894).

## Dílo a vliv

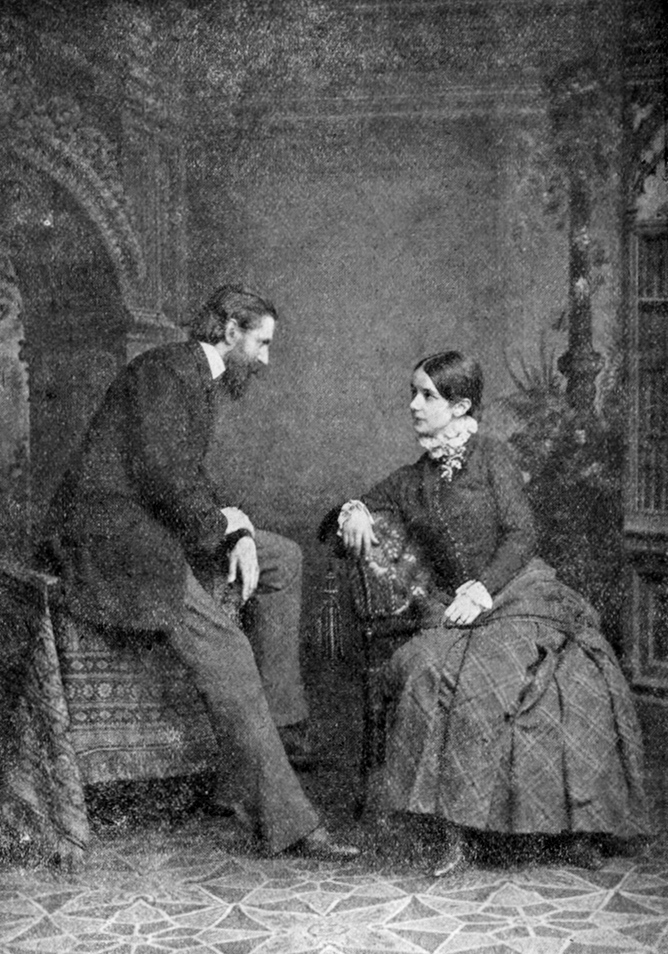
Otakar a Zdenka Hostinští, před 1880

Hostinský byl silně ovlivněn Herbartem, positivismem a v hudbě zejména Richardem Wagnerem. Už v roce 1868 navštívil premiéru Wagnerových Mistrů pěvců v Mnichově, kde se také seznámil s Bedřichem Smetanou a stal se jeho nadšeným obdivovatelem. Přispíval do Ottova slovníku a dalších encyklopedií. Přátelil se s českým hudebním skladatelem Zdeňkem Fibichem, pro něhož napsal libreto k Nevěstě Messinské. Napsal řadu knih o české hudbě, o lidové písni a o hudební teorii a významně přispěl k hudební estetice svými studiemi o Smetanovi a Fibichovi.
Seznamoval českou veřejnost s teoriemi německého hudebního skladatele Richarda Wagnera o „celkovém uměleckém díle“ (Gesamtkunstwerk). V tomto smyslu požadoval, aby divadelní představení bylo tvořeno dokonalým souladem mezi básnickým textem a výpravou, režií a hereckými výkony. Hostinský zdůrazňoval ideovost a národnost v umění a hlavně v literatuře. Ve svých studiích o českém verši dokazoval, že pro české básně není vhodná časomíra. Jeho zásadní dílo O realismu uměleckém (1890) vymezuje romantismu témata z historie a realismu témata ze současnosti. Spory o realismus charakterizuje jako spor mezi krásou a pravdou, pravdu přitom pro něj představuje realismus.
Hostinský také vychoval řadu žáků, hudebních teoretiků a estetiků. Mezi jeho oddané žáky patřili například Zdeněk Nejedlý a Otakar Zich, kteří o něm také psali.

## Spisy
- Umění a společnost [7]
- O realismu uměleckém (1890) [8]

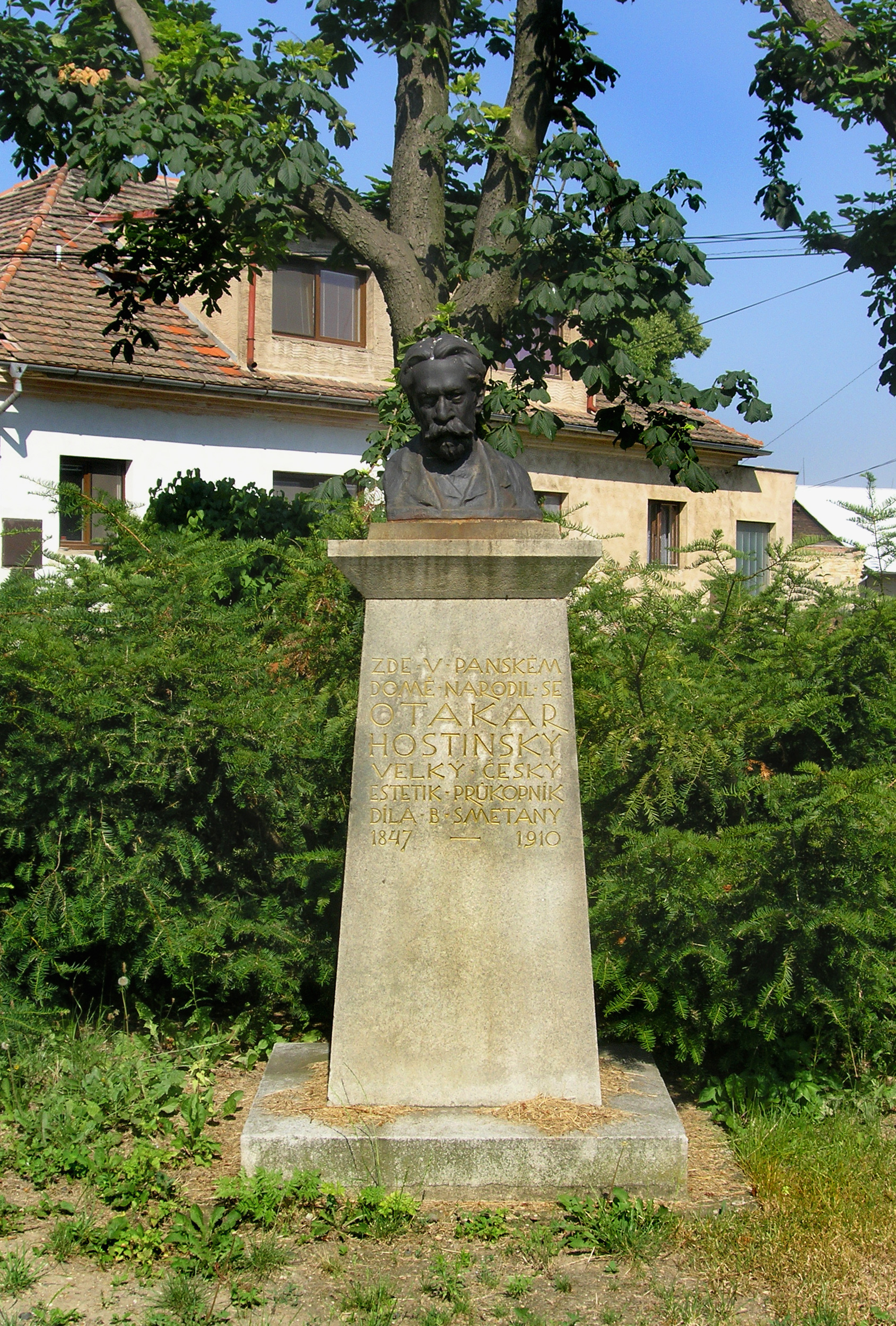
Busta O. Hostinského v rodné Martiněvsi

- Památníček Smetanových oslav 1944 (1905) [9]
- Bedřich Smetana a jeho boj o moderní českou hudbu (1901) [10] [11]
- Antonín Dvořák ve vývoji naší dramatické hudby (1908) [12]
- Česká světská píseň lidová (1906)
- Hektor Berlioz, Praha : Urbánek, 1885 – Ve stručné monografii věnované Berliozovi Hostinský pojednává o jeho tvorbě, hudební kariéře, koncertních cestách a vztazích s ostatními skladateli období romantismu. Otisk z časopisu Lumír z r. 1881. dostupné online
- Jan Blahoslav a Jan Josquin (1896)
- Krištof Vilibald Gluck (1884) [13]
- O české deklamaci hudební (1886)
- Richard Wagner (1871)
- O socializaci umění (1903)
- Vzpomínky na Fibicha (1909)
- 36 nápěvů světských písní českého lidu ze XVI. století (1892)
- Příspěvek k dějinám české hudby a theorie umění XVI. věku (1896)
- O významu praktických ideí Herbartových pro všeobecnou esthetiku (1881)
- Das Musikalisch-Schöne und das Gesamtkunstwerk vom Standpunkte der formalen Aesthetik (1877), Leipzig
- Herbart's Aesthetik in ihren grundlegenden Teilen quellenmässig dargestellt und erläutert  (1891), Hamburg
- Ein Beitrag zur aesthetischen Begründung der Harmonielehre  (1879)

## Památky
- Pomník s bronzovou bustou v Pohořicích-Martiněvsi (1909) vytvořil sochař Josef Šejnost[14].
- V Praze 13 je po něm pojmenována ulice – Hostinského.[15]